# Kapitulacja Warszawy (1939)

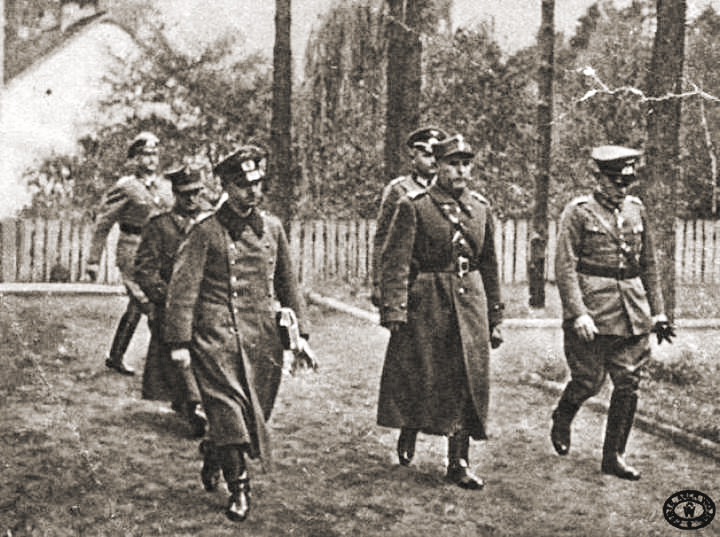
Generałowie Tadeusz Kutrzeba i Johannes Blaskowitz (z prawej) udają się na rozmowy w sprawie kapitulacji Warszawy. 27 września 1939

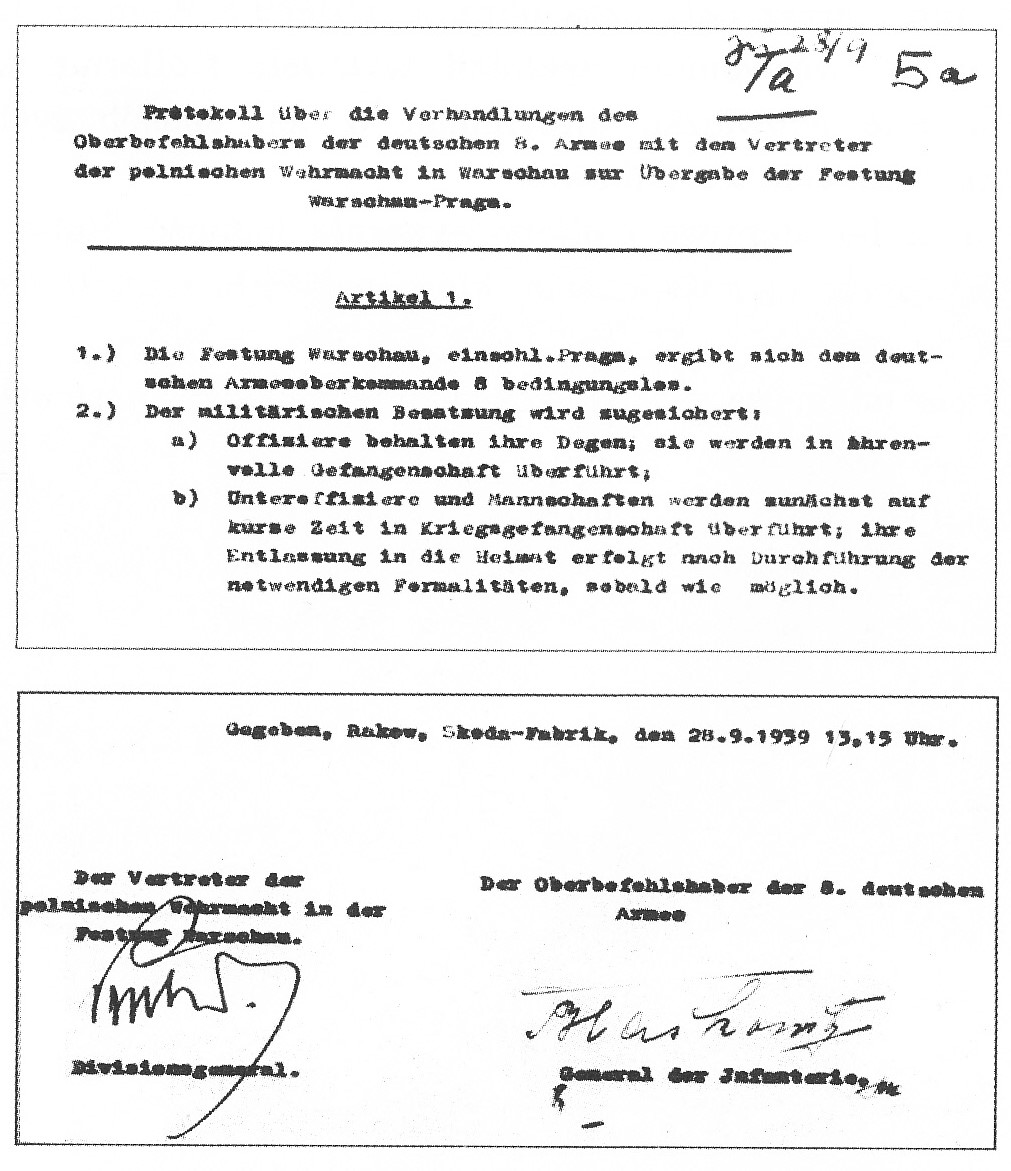
Fragment pierwszej i ostatniej strony niemieckiego egzemplarza układu o kapitulacji Warszawy z 28 września 1939 roku

 Kapitulacja Warszawy – układ kapitulacyjny podpisany 28 września 1939 roku przez generałów Tadeusza Kutrzebę i Johannesa Blaskowitza, kończący obronę Warszawy w czasie kampanii wrześniowej.
25–26 września Polacy odparli natarcia niemieckiej 8 Armii na lewobrzeżną Warszawę. W obliczu beznadziejnej sytuacji polityczno-militarnej oraz tragicznego położenia, w którym znalazła się ludność cywilna, dowódca Armii „Warszawa” gen. Juliusz Rómmel podjął decyzję o kapitulacji. 27 września zawarty został rozejm a następnego dnia w dawnej fabryce Škody na Rakowcu podpisano układ kapitulacyjny. Na mocy jego postanowień polscy podoficerowie i szeregowcy po krótkim pobycie w niewoli mieli zostać zwolnieni do domów. W obozach jenieckich mieli zostać osadzeni wyłącznie oficerowie, na honorowych warunkach, z zachowaniem bocznej broni białej. Uzgodniono również szereg kwestii administracyjno-gospodarczych, związanych z przejęciem władzy przez niemiecki aparat okupacyjny. Działalność polskich partii i organizacji politycznych została na mocy układu zawieszona.
Między 29 września a 2 października obrońcy Warszawy złożyli broń i opuścili miasto. Jednocześnie do Warszawy wkroczyły jednostki Wehrmachtu.

## Decyzja o kapitulacji
8 września 1939 roku niemieckie czołówki pancerne dotarły do zachodnich przedmieść Warszawy. Próba zajęcia polskiej stolicy z marszu, podjęta przez 4 Dywizję Pancerną, zakończyła się jednak niepowodzeniem. Z tego powodu, a także ze względu na rozpoczęcie polskiego kontruderzenia nad Bzurą, Niemcy chwilowo zrezygnowali z prób zdobycia Warszawy bezpośrednim szturmem. Miasto było jednak bombardowane z powietrza i ostrzeliwane przez artylerię; ataki te nasiliły się zwłaszcza w ostatniej dekadzie września. Tymczasem 13 września na prawym brzegu Wisły czołowe oddziały niemieckiej 3 Armii nawiązały kontakt z oddziałami 10 Armii. Tym samym zamknięty został pierścień okrążenia Warszawy od wschodu. Po zakończeniu bitwy nad Bzurą i zajęciu przez Niemców Puszczy Kampinoskiej stolica znalazła się w całkowitej izolacji.
Po przebiciu się resztek Armii „Poznań” do Warszawy jej dowódca, gen. Tadeusz Kutrzeba, został mianowany zastępcą dowódcy Armii „Warszawa”. Jako pierwszy postawił pytanie o sens kontynuowania obrony stolicy. Zaproponował, aby załoga Warszawy przerwała pierścień okrążenia celem stoczenia walnej bitwy na otwartym polu (do wyczerpania amunicji). Rozwiązanie to pozwoliłoby jego zdaniem zachować honor Wojska Polskiego, jednocześnie oszczędzając ludności cywilnej dalszych ofiar, a miastu – zniszczeń. Projekt ten poparli Ludwik Evert, Zdzisław Lubomirski i ks. Zygmunt Choromański, a spośród wyższych oficerów – szef sztabu Dowództwa Obrony Warszawy, płk Tadeusz Tomaszewski. Większość przywódców cywilnych, w tym Komisarz Cywilny przy Dowództwie Obrony Warszawy, Stefan Starzyński, oraz Mieczysław Niedziałkowski, opowiadała się jednak za kontynuowaniem walki. Podobne stanowisko zajął dowódca Armii „Warszawa” gen. Juliusz Rómmel oraz większość sztabowców. Rómmel szorstko odrzucił propozycję Kutrzeby, prosząc, by „nie utrudniał mu i tak trudnego zadania obrony miasta”.
W nocy z 22 na 23 września z lotniska mokotowskiego wystartował samolot myśliwski P.11 pilotowany przez mjr. Eugeniusza Wyrwickiego. Jako pasażer dołączył ppłk. Mateusz Iżycki, który z rozkazu gen. Rómmla miał dotrzeć do kwatery Naczelnego Wodza  marsz. Edwarda Rydza-Śmigłego, zdać relację o sytuacji panującej w Warszawie i uzyskać rozkaz w sprawie kontynuowania obrony lub kapitulacji. Myśliwiec doleciał na Węgry, gdzie obaj oficerowie zostali internowani. Niemniej za pośrednictwem polskiego poselstwa w Budapeszcie wiadomość od Rómmla dotarła do Rydza-Śmigłego. Naczelny Wódz w odpowiedzi rozkazał, iż „Warszawa winna bronić się tak długo, jak starczy zapasów żywności i amunicji”. Rozkaz ten nigdy nie dotarł do oblężonej stolicy.
25 i 26 września oddziały niemieckiej 8 Armii, dowodzonej przez gen. Johannesa Blaskowitza, przypuściły szturm na lewobrzeżną Warszawę. Obrońcom udało się utrzymać główne pozycje na wszystkich odcinkach. Ich sytuacja była jednak krytyczna. Po klęsce nad Bzurą nie było już nadziei na jakąkolwiek odsiecz z zewnątrz. Kończyły się zapasy amunicji, żywności, lekarstw i środków opatrunkowych. Na skutek zniszczenia kotłowni i hali maszyn Elektrowni Warszawskiej oraz uszkodzenia Stacji Filtrów miasto było pozbawione prądu i bieżącej wody. Naloty lotnicze i ostrzał artyleryjski, w tym zwłaszcza nalot dywanowy w „lany poniedziałek” 25 września, przyniosły olbrzymie ofiary w ludziach i zniszczenia materialne. W mieście szalały pożary, których z powodu braku wody nie dało się ugasić. Większość szpitali była zniszczona lub poważnie uszkodzona. W tragicznym położeniu znajdowało się kilkadziesiąt tysięcy rannych i chorych. Narastała groźba wybuchu epidemii. W dodatku w obliczu zbliżających się jesiennych chłodów tysiące mieszkańców stolicy pozostawało bez dachu nad głową.
25 września przy ul. Jasnej zebrał się Stołeczny Komitet Samopomocy Społecznej (SKSS). W trakcie obrad zapadła decyzja, by zwrócić się do gen. Rómmla z prośbą o przerwanie walki. Z analogicznym postulatem wystąpili dowódca obrony Warszawy, gen. Walerian Czuma, oraz jego szef sztabu, płk Tadeusz Tomaszewski.
Jeszcze tego samego dnia gen. Rómmel zwołał posiedzenie Komisji Ogólnej Komitetu Obywatelskiego przy dowódcy Armii „Warszawa”, aby uzyskać opinię jej członków w sprawie kontynuowania walki lub kapitulacji. Spotkanie odbyło się w siedzibie Towarzystwa Teozoficznego przy pl. Zbawiciela. Przewodniczył mu gen. Michał Tokarzewski-Karaszewicz. Obecni byli: Stefan Starzyński, przewodniczący SKSS Artur Śliwiński, przedstawiciele PPS: Mieczysław Niedziałkowski i Zygmunt Zaremba, płk Tadeusz Tomaszewski i Andrzej Wierzbicki. Funkcję protokolanta pełnił ppłk Wacław Lipiński. W trakcie posiedzenia Śliwiński jako jedyny zadał pytanie o sens kontynuowania walki. Uczestnicy spotkania nie czuli się jednak gotowi rozpoczynać dyskusję o kapitulacji. Postanowili przekazać tę sprawę do rozpatrzenia Wydziałowi Wykonawczemu Komitetu Obywatelskiego, który miał się zebrać następnego dnia. Po tym spotkaniu przedstawiciele KO udali się do gen. Rómmla, który przyjął ich w obecności generałów Tokarzewskiego, Kutrzeby i Czumy oraz kilku wyższych oficerów sztabowych.
26 września w godzinach porannych w siedzibie Dowództwa Obrony Warszawy w gmachu PKO przy skrzyżowaniu ulic Marszałkowskiej i Świętokrzyskiej odbyło się posiedzenie Komitetu Obywatelskiego. Obecni byli m.in.: Stefan Starzyński, Artur Śliwiński, Mieczysław Niedziałkowski, Zygmunt Zaremba i Andrzej Wierzbicki. Spośród wyższych oficerów DOW i Armii „Warszawa” obecni byli m.in.: gen. Juliusz Rómmel, gen. Tadeusz Kutrzeba, gen. Walerian Czuma, gen. Edmund Knoll-Kownacki, gen. Michał Tokarzewski-Karaszewicz, gen. Franciszek Alter, gen. Juliusz Zulauf, płk Aleksander Pragłowski, płk Tadeusz Tomaszewski, płk Wilhelm Lawicz-Liszka, płk Marian Porwit, ppłk Wacław Lipiński.
Relacje uczestników tych wydarzeń różnią się w szczegółach, jednak wskazują, że na początku głos zabrali przywódcy cywilni, których wysłuchał gen. Czuma lub gen. Tokarzewski wraz z płk. Tomaszewskim. Prezydent Starzyński opowiadał się stanowczo za kontynuowaniem walki. Niedziałkowski, Zaremba i Wierzbicki opowiedzieli się natomiast za kapitulacją. Po zakończeniu posiedzenia KO gen. Rómmel zwołał naradę sztabową z udziałem wyłącznie oficerów (niektóre źródła używają określenia „Rada Wojenna”), żądając, by każdy uczestnik, poczynając od najmłodszego, wyraził swoją opinię. Jednocześnie zasugerował, aby kontynuować walkę jeszcze przez co najmniej kilka dni, w nadziei, że pojawienie się oddziałów Armii Czerwonej pod murami Warszawy przełoży się na zmianę sytuacji polityczno-militarnej. Ppłk Lipiński zaproponował, by załoga Warszawy przerwała pierścień niemieckiego okrążenia i kontynuowała walkę na otwartym polu „do ostatniego naboju”. Płk Eugeniusz Żongołłowicz oświadczył, że żołnierze dowodzonego przezeń pododcinka będą w stanie walczyć jeszcze przez kilka dni. Większość oficerów, w tym generałowie Kutrzeba i Zulauf oraz płk Porwit, uznała jednak, że kontynuowanie walki jest bezcelowe. W odpowiedzi na pytanie gen. Rómmla, płk Tomaszewski poinformował, że zapasy amunicji wystarczą na kontynuowanie walki co najwyżej przez cztery dni, przy czym amunicja artyleryjska skończy się już za dwa dni. Nie doszło do głosowania. Gen. Rómmel jednoosobowo podjął decyzję o kapitulacji, biorąc za nią pełną odpowiedzialność.

## Zawieszenie broni
Po zakończeniu spotkania szef sztabu Armii „Warszawa” płk Aleksander Pragłowski wysłał parlamentariusza w kierunku niemieckich linii. Był nim kpt. Tadeusz Wojciechowski (oficer operacyjny 20 DP). Parlamentariusz przekroczył linię frontu o 16:10 na odcinku praskim. Przyjął go dowódca I KA 3 Armii, gen. Walter Petzel. Niemiecki generał odesłał parlamentariusza z odręcznie napisaną odpowiedzią, w której informował, że nie jest upoważniony do zawarcia rozejmu, dodając, że w rachubę wchodzi tylko bezwarunkowa kapitulacja. Szturm na Warszawę nie został przerwany.
Tymczasem gen. Rómmel wyznaczył delegatów, którzy mieli negocjować z Niemcami warunki kapitulacji. Zostali nimi: gen. Tadeusz Kutrzeba, płk Aleksander Pragłowski i kpt. Tadeusz Wojciechowski. Według Rómmla delegatów zobowiązano do przedstawienia Niemcom następujących warunków:
- wszyscy żołnierze zawodowi (oficerowie i podoficerowie) udadzą się do niewoli na warunkach zapewnionych przez konwencję genewską z 1929 roku, zatrzymując przy sobie broń białą.
- żołnierze z poboru, po załatwieniu niezbędnych formalności ewidencyjnych, zostaną zwolnieni do domów.
- niemieckie dowództwo zobowiąże się dostarczyć w pierwszych siedmiu dniach, poczynając od 30 września, około 1 mln porcji z kuchni polowych dla szpitali i ludności stolicy.
- niemieckie dowództwo zobowiąże się dostarczyć pomoc lekarską, środki sanitarne i opatrunkowe dla około 60 tys. rannych i chorych żołnierzy i cywilów, którzy znajdowali się w Warszawie.

Wieczorem 26 września na Polu Mokotowskim wylądował samolot PZL.46 Sum. Jego pasażerem był mjr Edmund Galinat, który przywiózł ze sobą rozkaz marsz. Rydza-Śmigłego w sprawie utworzenia ogólnopolskiej organizacji konspiracyjnej. W swoich powojennych wspomnieniach gen. Rómmel utrzymywał, że rozkaz zawierał nominację Galinata na komendanta tej organizacji. Dowódca Armii „Warszawa” miał jednak nie uznać tej nominacji i w zamian wyznaczył gen. Michała Tokarzewskiego-Karaszewicza. Przed świtem 27 września samolot odleciał na Litwę. Mimo możliwości ewakuacji, generałowie Rómmel i Kutrzeba oraz prezydent Stefan Starzyński postanowili pozostać w stolicy.

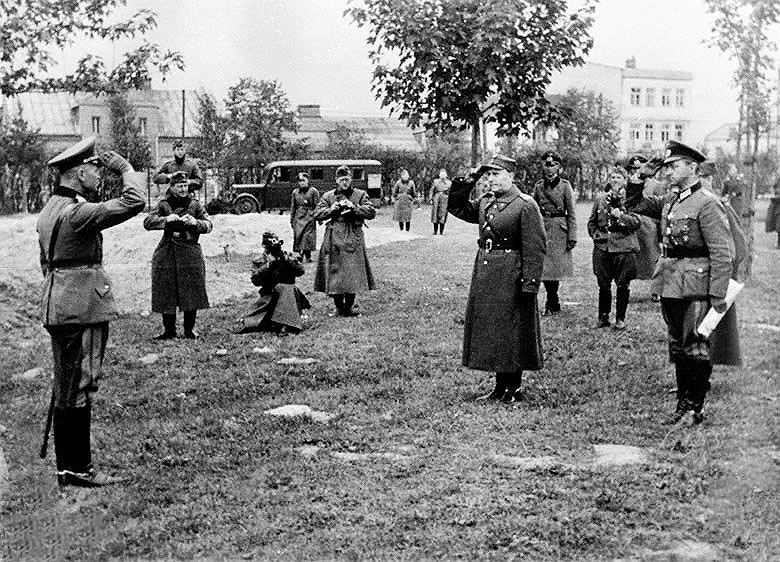
27 września, fabryka Škody na Rakowcu. Spotkanie generałów Kutrzeby i Blaskowitza przed wstępnymi rokowaniami kapitulacyjnymi

27 września o godzinie 5:45 polski parlamentariusz ponownie przekroczył linię frontu na odcinku praskim. Tym razem był nim kpt. Julian Otto, adiutant 80 pp. Parlamentariusz został przewieziony do sztabu I KA, gdzie poinformował gen. Petzla, że polskie dowództwo prosi o przerwanie ognia na szosie radzymińskiej oraz dwukilometrowym pasie przylegającym, co miało umożliwić polskiej delegacji przekroczenie linii frontu. Po konsultacji z przełożonymi, Petzel wyraził zgodę. Polecił także parlamentariuszowi powrócić do polskich linii. Niedługo później gen. Kutrzeba, płk Pragłowski i kpt. Wojciechowski w asyście kpt. Otto przekroczyli linię frontu. Polską delegację zabrano do szkoły w Sulejówku, gdzie generałowie Kutrzeba i Petzel w asyście niemieckich korespondentów wojennych podpisali wstępny układ kapitulacyjny. Około 10:00 kpt. Wojciechowski powrócił na Pragę z informacją, że zawieszenie broni będzie obowiązywać od godziny 14:00 tego dnia. Z kolei gen. Kutrzeba i płk Pragłowski, okrężną drogą przez Górę Kalwarię, udali się na drugą stronę Wisły, do kwatery dowództwa 8 Armii.
Na wysuniętym stanowisku dowodzenia, które mieściło się na terenie dawnej Fabryki Silników Lotniczych Polskich Zakładów Škody na Rakowcu, polskich delegatów przyjął gen. Johannes Blaskowitz. Na wstępie oświadczył, że podejmuje rozmowy „jedynie na gruncie kapitulacji bezwarunkowej”, dodając jednak, że „dzielność wojsk polskich broniących Warszawy czyni go skłonnym do przyznania jeńcom warunków honorowych”. W dalszym toku rozmów potwierdzono zgodę na kapitulację Warszawy. Uzgodniono, że zawieszenie broni będzie obowiązywać od godz. 14:00 tego dnia do 29 września do godz. 12:00. Omówiono również jego szczegółowe warunki, w tym kwestie dotyczące udrożnienia warszawskich arterii komunikacyjnych oraz procedury składania broni przez polskie oddziały. Blaskowitz odniósł się również do kwestii trwającej wciąż obrony twierdzy Modlin, jednakże polscy negocjatorzy zgodzili się jedynie poinformować jej dowódcę, gen. Wiktora Thomméego, o kapitulacji Warszawy. O 14:00 podpisano protokół z wstępnych rozmów, po czym Kutrzeba i Pragłowski powrócili do miasta.
Tymczasem o godzinie 11:00 gen. Czuma wydał oddziałom załogi Warszawy rozkaz całkowitego zawieszenia działań bojowych, począwszy od godziny 12:00. Zarządził jednocześnie rozminowanie dróg. Nie do wszystkich oddziałów po obu stronach frontu informacja o rozejmie dotarła na czas. Jeszcze o 18:00 na przedmościu praskim Niemcy ostrzelali polskie patrole sanitarne, które zbierały rannych.
Tego samego popołudnia gen. Czuma wydał rozkaz zwolnienia niemieckich jeńców wojennych, których przetrzymywano w prowizorycznych obozach jenieckich na Cytadeli i przy ul. Dzikiej. Po zmroku jeńców odprowadzono na przedmoście praskie, po czym wypuszczono na szosie radzymińskiej. W obawie, że mieszkańcy stolicy mogą mścić się na jeńcach za wcześniejsze niemieckie bombardowania, w drodze na linię frontu przydzielono im silną eskortę.

## Rokowania kapitulacyjne i podpisanie układu

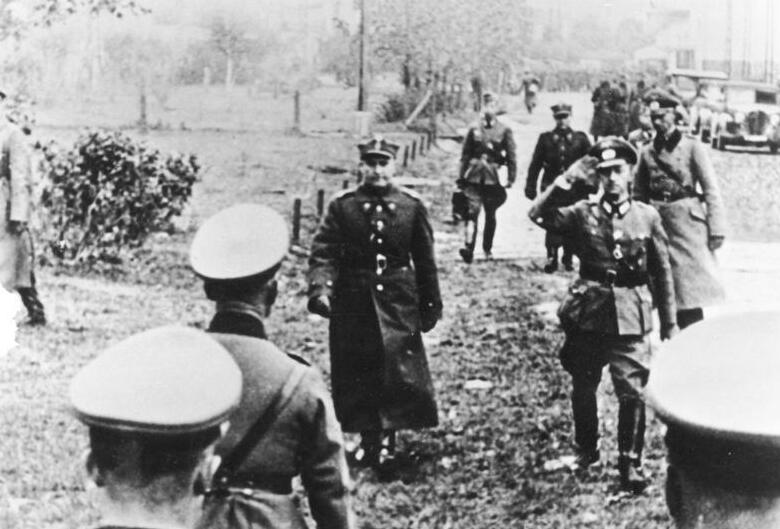
Generałowie Kutrzeba i Blaskowitz na terenie fabryki Škody

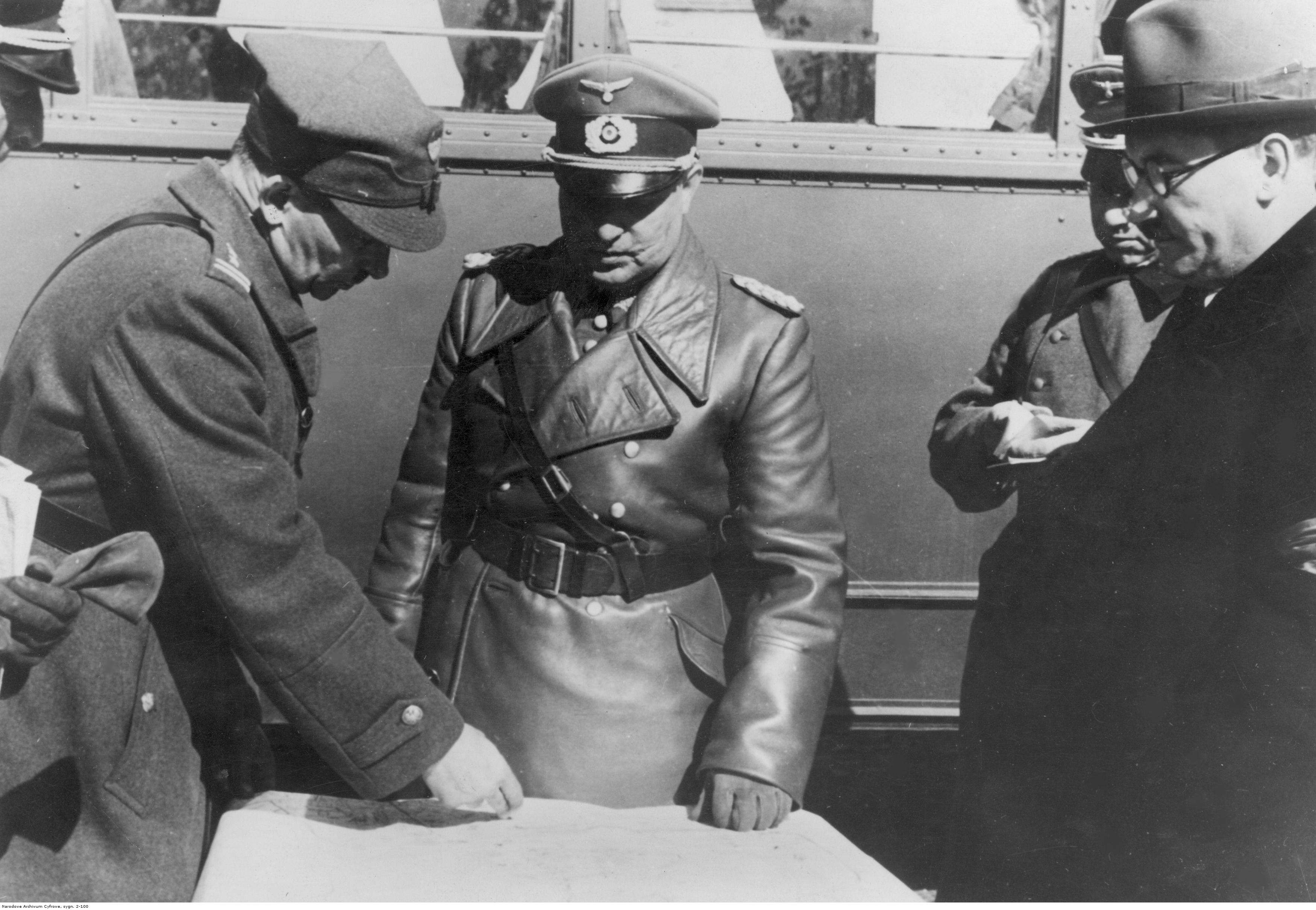
Rokowania w sprawie kapitulacji Warszawy

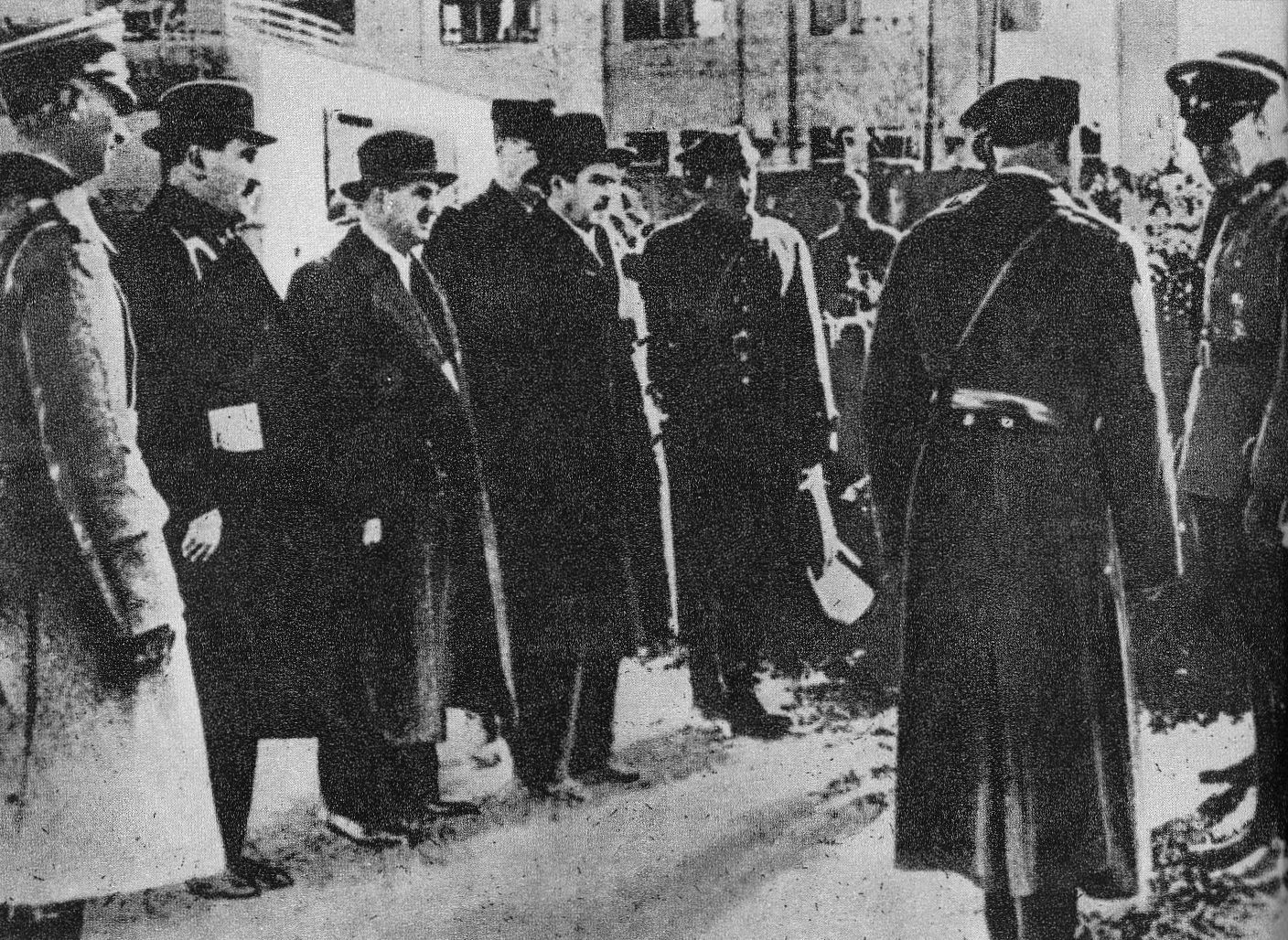
Cywilni członkowie polskiej delegacji w rozmowie z gen. Blaskowitzem. Czwarty z lewej Stefan Starzyński

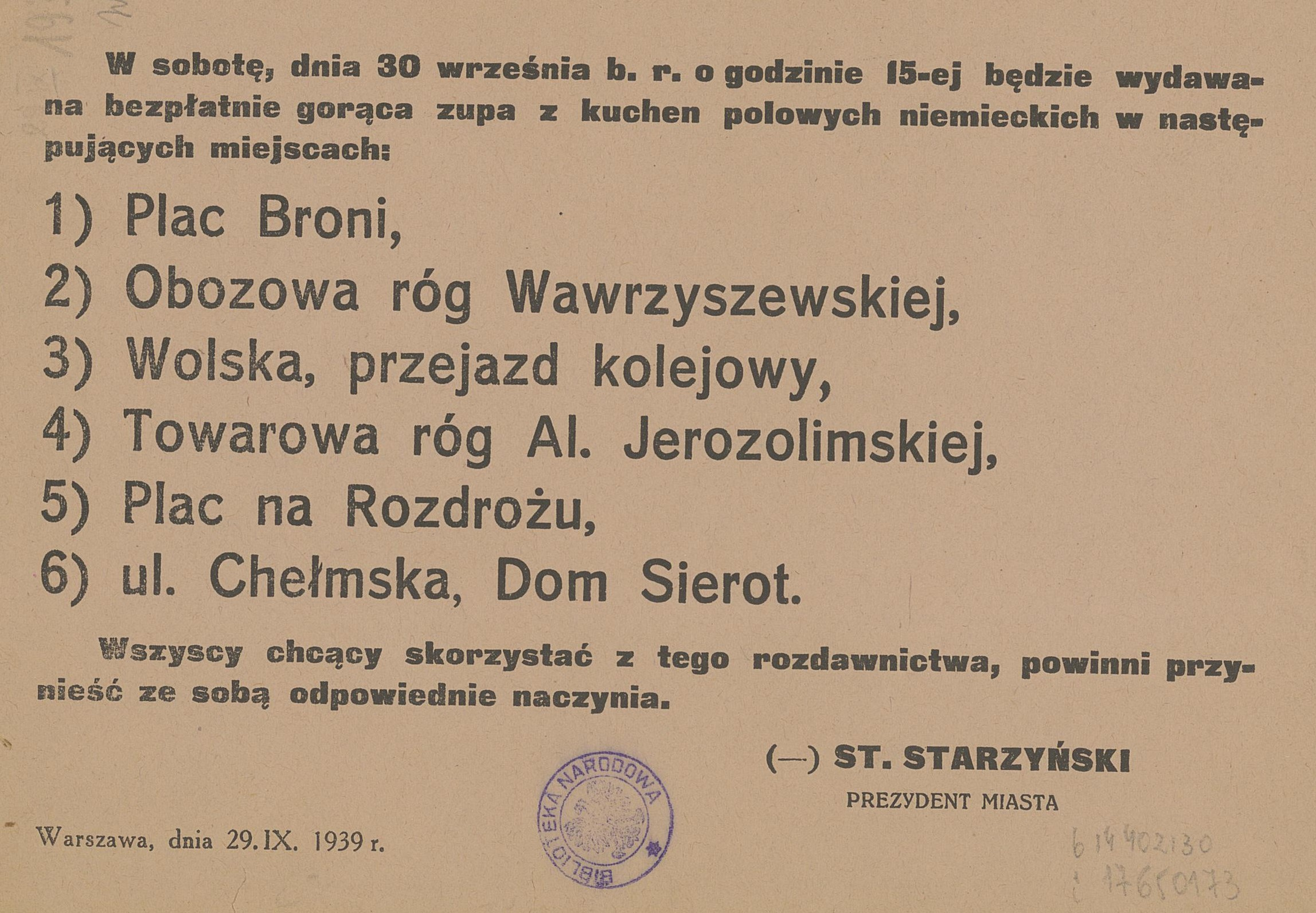
Obwieszczenie Stefana Starzyńskiego z 29 września 1939 roku o miejscach bezpłatnego wydawania zupy z niemieckich kuchni polowych

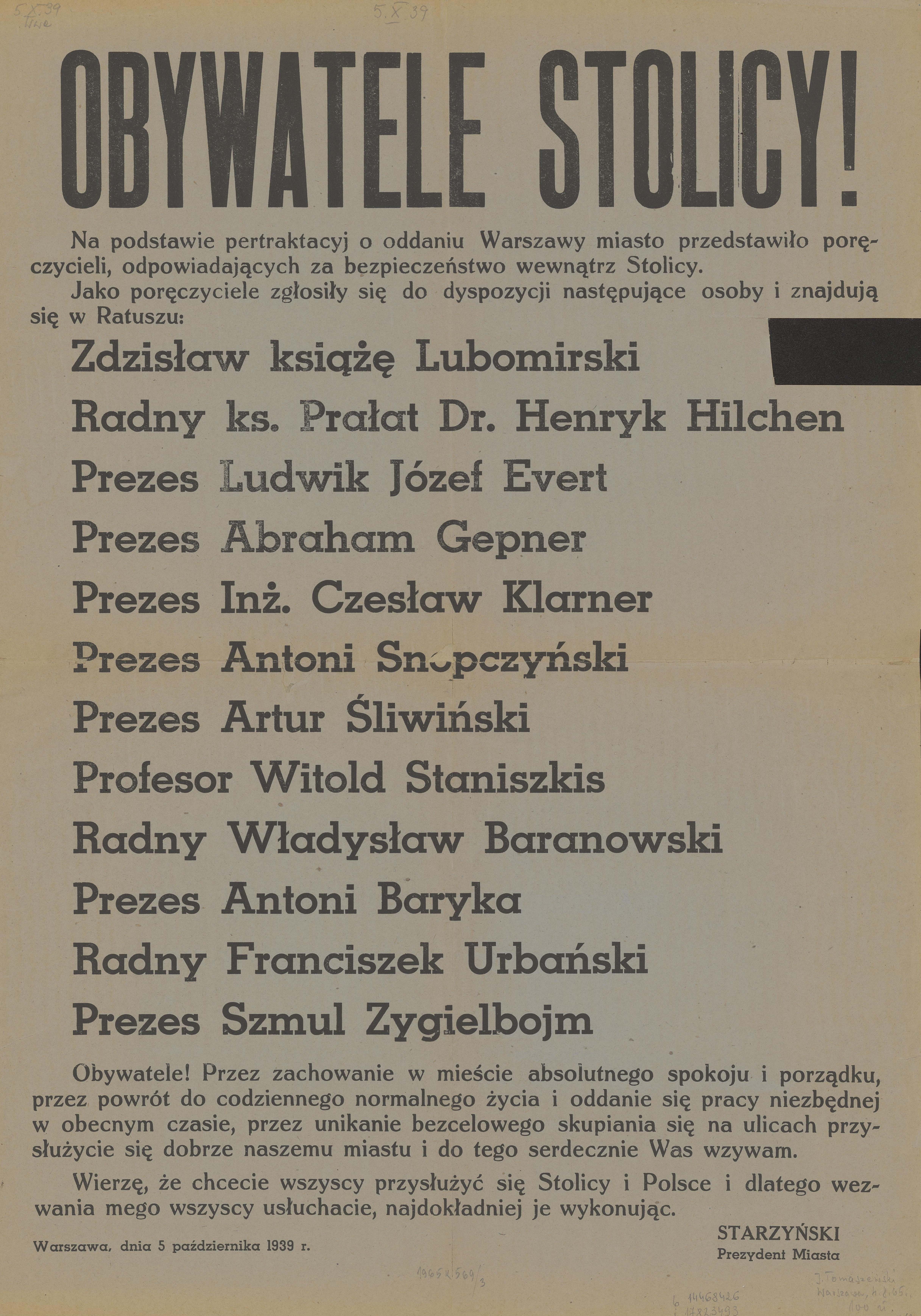
Obwieszczenie Stefana Starzyńskiego z 5 października 1939 roku z nazwiskami 12 zakładników

28 września, o godzinie 8:00 lub 9:00 rano, w fabryce Škody rozpoczęto ostateczną rundę rokowań kapitulacyjnych. Stronę polską reprezentowała delegacja wojskowa w składzie: gen. Kutrzeba, płk Pragłowski, ppłk Marian Kułakowski i płk Leon Strehl. Ponadto, na żądanie Niemców, w rokowaniach wzięli udział przedstawiciele władz cywilnych: Stefan Starzyński, Konrad Orzechowski (szef wydziału szpitalnictwa), Felicjan Jabłoński (szef służby aprowizacyjnej) i Stanisław Lorentz (dyrektor Muzeum Narodowego). Według gen. Kutrzeby Niemcy nalegali na obecność Starzyńskiego, argumentując, że „Ten burmistrz, który prowadził swoje miasto przez cały czas walki, ten burmistrz, który okazał się bohaterem i żołnierzem, nie może być nieobecny gdy miasto jego przechodzi pod obcą władzę”.
W drugim rzucie na rozmowy kapitulacyjne udali się przedstawiciele wszystkich miejskich instytucji użyteczności publicznej. Mieli oni omówić sprawy z zakresu swoich kompetencji w związku z planowanym przejęciem miasta przez administrację niemiecką.
Akt kapitulacji podpisano tego samego dnia o godzinie 13:15 w sztabowym autobusie Opel Blitz. Dokument składał się z sześciu artykułów dotyczących zobowiązań obu stron. Podpisy złożyli na nim generałowie Kutrzeba i Blaskowitz. Najważniejsze postanowienia układu przedstawiały się następująco:
- do niemieckiej niewoli udadzą się wyłącznie polscy oficerowie, z zachowaniem bocznej broni białej. Podoficerowie i szeregowcy po krótkim pobycie w niewoli zostaną zwolnieni do domów[41][46];
- obrońcy złożą broń do 30 września do 12:00, a Warszawę opuszczą między 1 a 3 października. Z kolei obsadzanie miasta przez oddziały Wehrmachtu miało się rozpocząć 29 września o 12:00[41];
- Polacy zobowiązali się wydać całą posiadaną broń, amunicję i sprzęt wojskowy – z wyjątkiem kuchni polowych i niezbędnego taboru gospodarczego. Niemcy mieli również przejąć wszystkie zapasy znajdujące się w stołecznych magazynach i składnicach. Aby oszczędzić polskim żołnierzom upokorzenia, Niemcy zgodzili się, by składali oni broń na stosach, nie zaś oddawali ją bezpośrednio w ręce żołnierzy niemieckich[46];
- działalność polskich partii i organizacji politycznych została na mocy układu zawieszona[41][i];
- jako zabezpieczenie przed aktami sabotażu Polacy mieli wydać 12 zakładników w osobach czołowych obywateli Warszawy[41][47];
- do czasu objęcia władzy przez Niemców, miastem miał zarządzać prezydent Starzyński[41][48]. Zobowiązano go do jak najszybszego uruchomienia urzędów i placówek handlowych, zapewnienia ochrony budynkom użyteczności publicznej, rozebrania barykad, ugaszenia pożarów i rozbrojenia ludności[45]. Za porządek publiczny przejściowo odpowiadać miały polska Policja Państwowa i Straż Obywatelska[38]. Od 19:00 do 5:00 obowiązywać miała godzina policyjna[48];
- Niemcy zobowiązali się dostarczyć mieszkańcom Warszawy 160 tys. porcji obiadowych dziennie, poczynając od 30 września. Żywność miała być dystrybuowana w wyznaczonych punktach na terenie miasta[49];
- uchodźcy uzyskali prawo powrotu do domów[50].

Miasto podzielono na cztery sektory z dowódcami, którzy byli odpowiedzialni za sprawny przebieg procesu składania broni:
- Warszawa-Północ – płk Marian Porwit
- Warszawa-Zachód – gen. Franciszek Alter
- Warszawa-Południe – gen. Zdzisław Przyjałkowski
- Praga – gen. Juliusz Zulauf

Mimo protestów gen. Kutrzeby, strona niemiecka wprowadziła do tekstu układu określenie „Twierdza Warszawa” (niem. Festung Warschau). Gen. Blaskowitz uzasadniał to faktem, że obrona miasta była prowadzona m.in. w oparciu o stare carskie forty. Prawdopodobnie poprzez użycie słowa „twierdza” Niemcy zamierzali uzasadnić wielodniowe bombardowanie i ostrzał artyleryjski polskiej stolicy.
Tego dnia za zgodą Niemców gen. Rómmel wysłał do twierdzy Modlin mjr. Karola Riedla, który miał przekazać gen. Wiktorowi Thomméemu instrukcje w sprawie przerwania ognia i rozpoczęcia negocjacji kapitulacyjnych (na podstawie warunków kapitulacji Warszawy).
Wiele trudności sprawiła kwestia wyboru osób, które miały znaleźć się w gronie zakładników. Janusz Regulski zaproponował, aby zgłosić cały skład Komitetu Obywatelskiego, co spotkało się jednak ze sprzeciwem zdecydowanej większości jego członków. Odrzucono także propozycję Artura Śliwińskiego, by wyznaczyć sześciu członków KO i sześć osób spoza jego składu. Ks. prałat Zygmunt Choromański bezskutecznie zabiegał o zwolnienie duchowieństwa z obowiązku wydelegowania swojego przedstawiciela. Niektóre osoby, w tym Maurycy Potocki, unikały przyjęcia roli zakładnika, powołując się na fakt, że nie są mieszkańcami Warszawy. Ostatecznie przyjęto wniosek Andrzeja Wierzbickiego, który uprawniał Starzyńskiego do wytypowania zakładników. Wybrano: Władysława Baranowskiego, Antoniego Barykę, Ludwika Everta, Abrahama Gepnera, ks. Henryka Hilchena, Czesława Klarnera, Zdzisława Lubomirskiego, Antoniego Snopczyńskiego, Witolda Staniszkisa, Artura Śliwińskiego, Franciszka Urbańskiego i Szmula Zygielbojma.
Zgodnie z postanowieniami układu kapitulacyjnego wydział techniczny Zarządu Miejskiego, wsparty przez wojskowych saperów, przystąpił do udrażniania arterii wylotowych, którymi wojska niemieckie miały wkroczyć do miasta.

## Reakcje

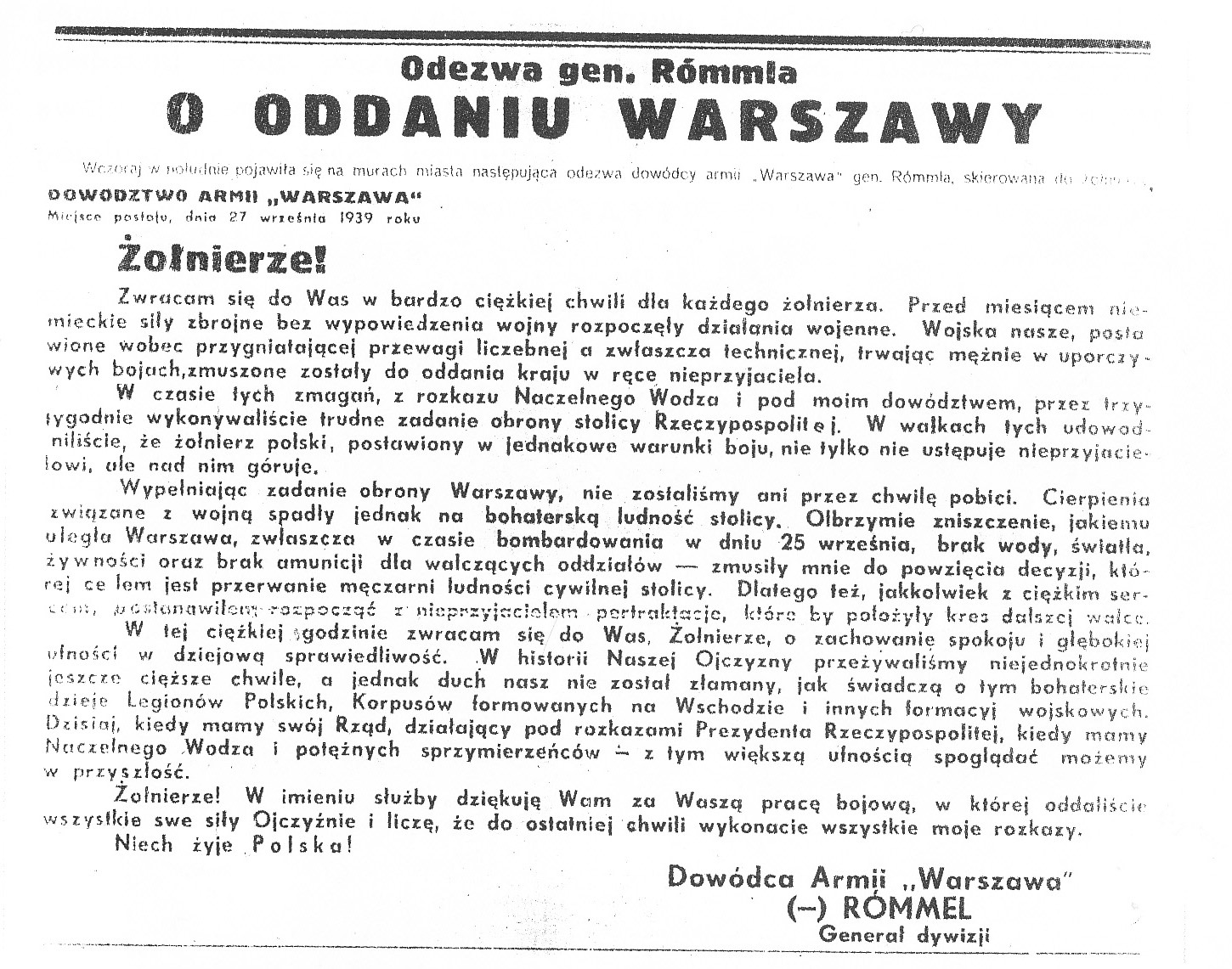
Odezwa gen. Juliusza Rómmla z 27 września 1939 roku do żołnierzy o oddaniu Warszawy

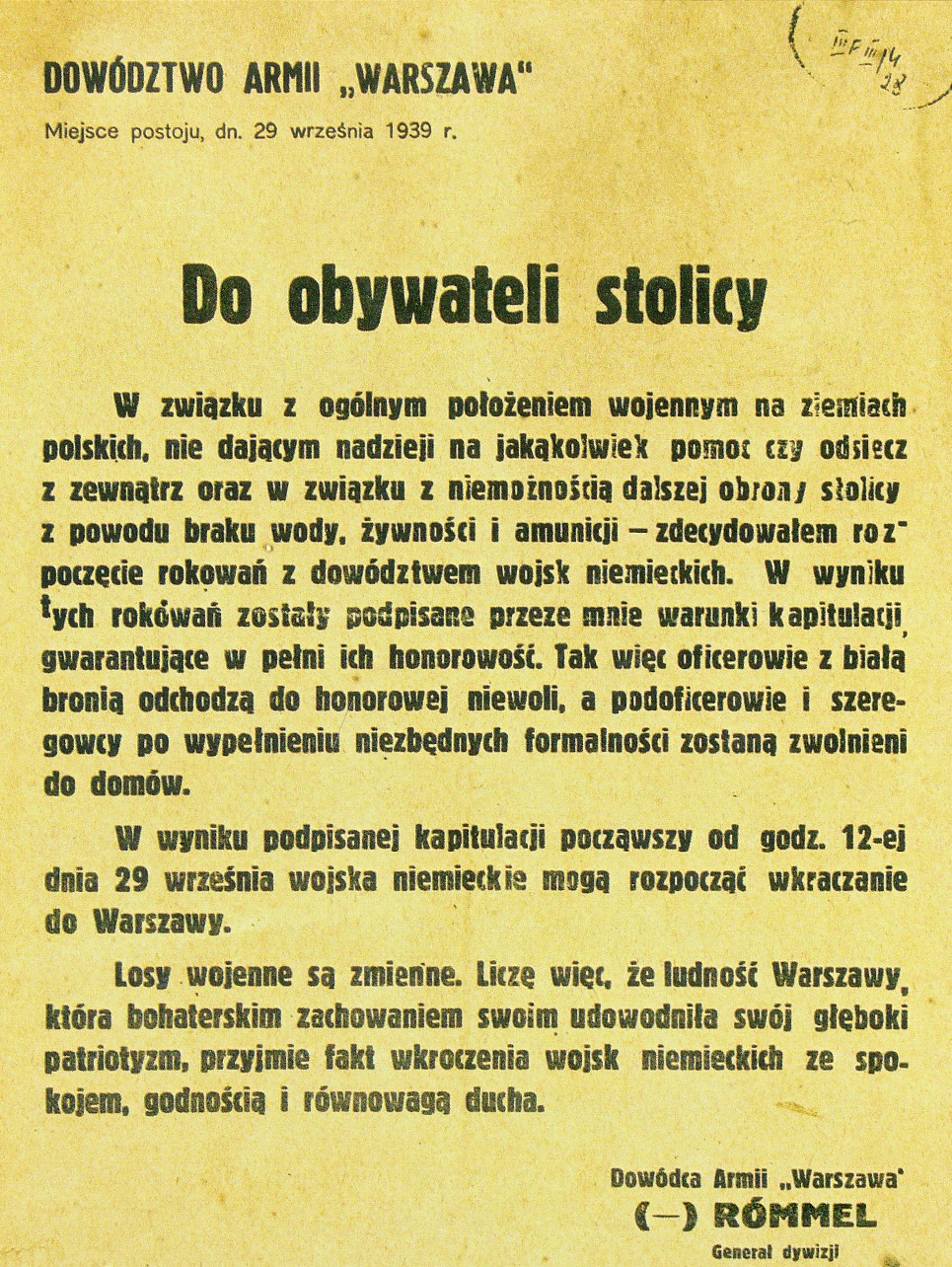
Odezwa gen. Juliusza Rómmla z 29 września 1939 roku informująca mieszkańców Warszawy o kapitulacji miasta

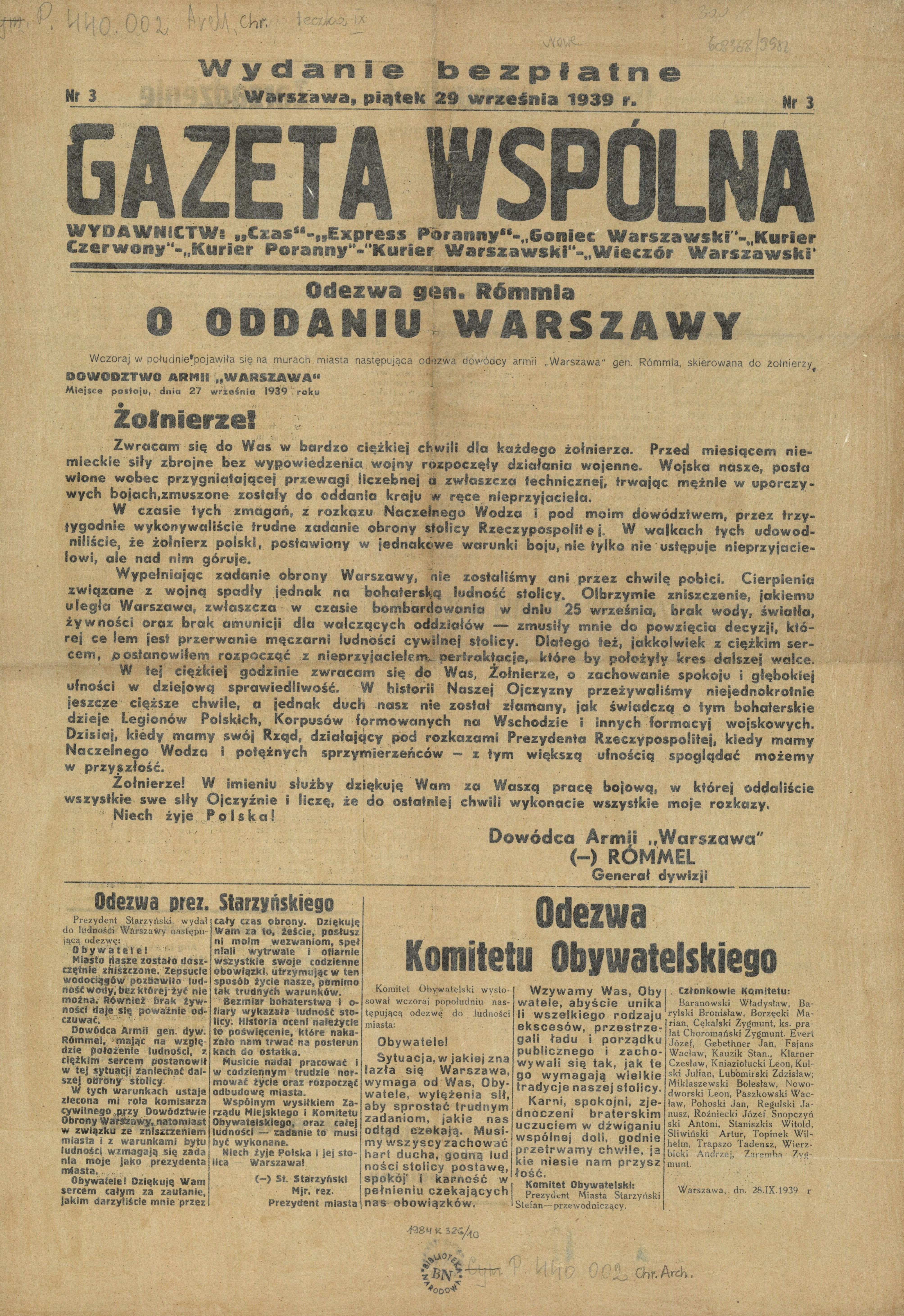
Pierwsza strona ostatniego numeru „Gazety Wspólnej” z 29 września 1939 roku

W związku z rozpoczęciem rokowań kapitulacyjnych gen. Rómmel wydał 27 września specjalną odezwę do żołnierzy. Następnego dnia wydał natomiast obszerny rozkaz, w którym wyjaśniał szczegóły układu kapitulacyjnego. 29 września Rómmel wydał odezwę do ludności cywilnej, którą rozplakatowano w mieście. Odezwę do ludności i szczegółowe zarządzenie dotyczące wykonania układu kapitulacyjnego wydał również Stefan Starzyński (28 września).
Ludność cywilna przyjęła wiadomość o kapitulacji z mieszanymi uczuciami. Uldze z powodu zaprzestania walk i bombardowań towarzyszyło przygnębienie, a w niektórych wypadkach oburzenie i oskarżenia o zdradę.
Część żołnierzy nie chciała się pogodzić z decyzją o kapitulacji. Płk Julian Janowski wspominał, że wieczorem 26 września grupa oficerów skupiona wokół mjr. Str. Gran. Aleksandra Kuźmińskiego planowała aresztowanie generałów i niedopuszczenie do kapitulacji. Gdy ogłoszono decyzję o kapitulacji, w Robotniczej Brygadzie Obrony Warszawy, wcielonej 26 września w skład odtwarzanej 13 DP, doszło do fermentu. Ochotnicy zgromadzili się przed kwaterą dowódcy dywizji przy pl. Wilsona, zamierzając zorganizować wiec protestacyjny. Dowódca brygady, kpt. Marian Kenig, z najwyższym trudem zdołał opanować buntownicze nastroje i odprowadzić żołnierzy do Cytadeli, gdzie złożyli broń. Rtm. Edward Ksyk, dowódca 3. szwadronu 9 pułku ułanów, zamierzał wraz z żołnierzami odmówić wykonania rozkazu kapitulacji i zaszarżować na niemieckie pozycje „ażeby przeszło do tradycji pułkowej, że 9 Pułk Ułanów Małopolskich nie poddaje się”. Dowódca pułku, ppłk Klemens Rudnicki, zdołał mu wyperswadować ten zamiar.
28 września w sztabie Armii „Warszawa” pojawił się młody podchorąży w pełnym rynsztunku. Gen. Rómmel, przekonany, że ma do czynienia z dalekim krewnym marsz. Józefa Piłsudskiego, zgodził się go przyjąć. W trakcie rozmowy podchorąży wyznał, że był przekonany, iż dowódca Armii „Warszawa” dopuścił się zdrady, stąd przybył do sztabu z zamiarem jego zabicia. Prawdopodobnie gen. Rómmel nie wyciągnął wobec podchorążego żadnych konsekwencji.
Miały miejsce sporadyczne przypadki samobójstw oficerów. Masowe rozmiary przybrało niszczenie broni lub ukrywanie jej na potrzeby konspiracji. Niektóre oddziały rozwiązały się, a żołnierze i oficerowie zmieszali się z ludnością cywilną. Rozkazy gen. Rómmla zwalniały z obowiązku pójścia do niewoli wyłącznie wybranych oficerów, którzy mieli tworzyć kadry przyszłej konspiracji. Niemniej niektórzy oficerowie, w tym płk Stanisław Sosabowski, nie podporządkowali się temu rozkazowi. Pewna liczba żołnierzy usiłowała wymknąć się z miasta w cywilnych ubraniach, większość została jednak wyłapana przez Niemców.
Po ogłoszeniu decyzji o kapitulacji w mieście odnotowano pewne objawy rozprężenia, w tym liczne przypadki szabru i grabieży. Ich największe nasilenie nastąpiło w nocy z 28 na 29 września. Porządek przywróciły dopiero wysłane na ulice patrole wojskowe.

## Wymarsz polskich oddziałów z Warszawy

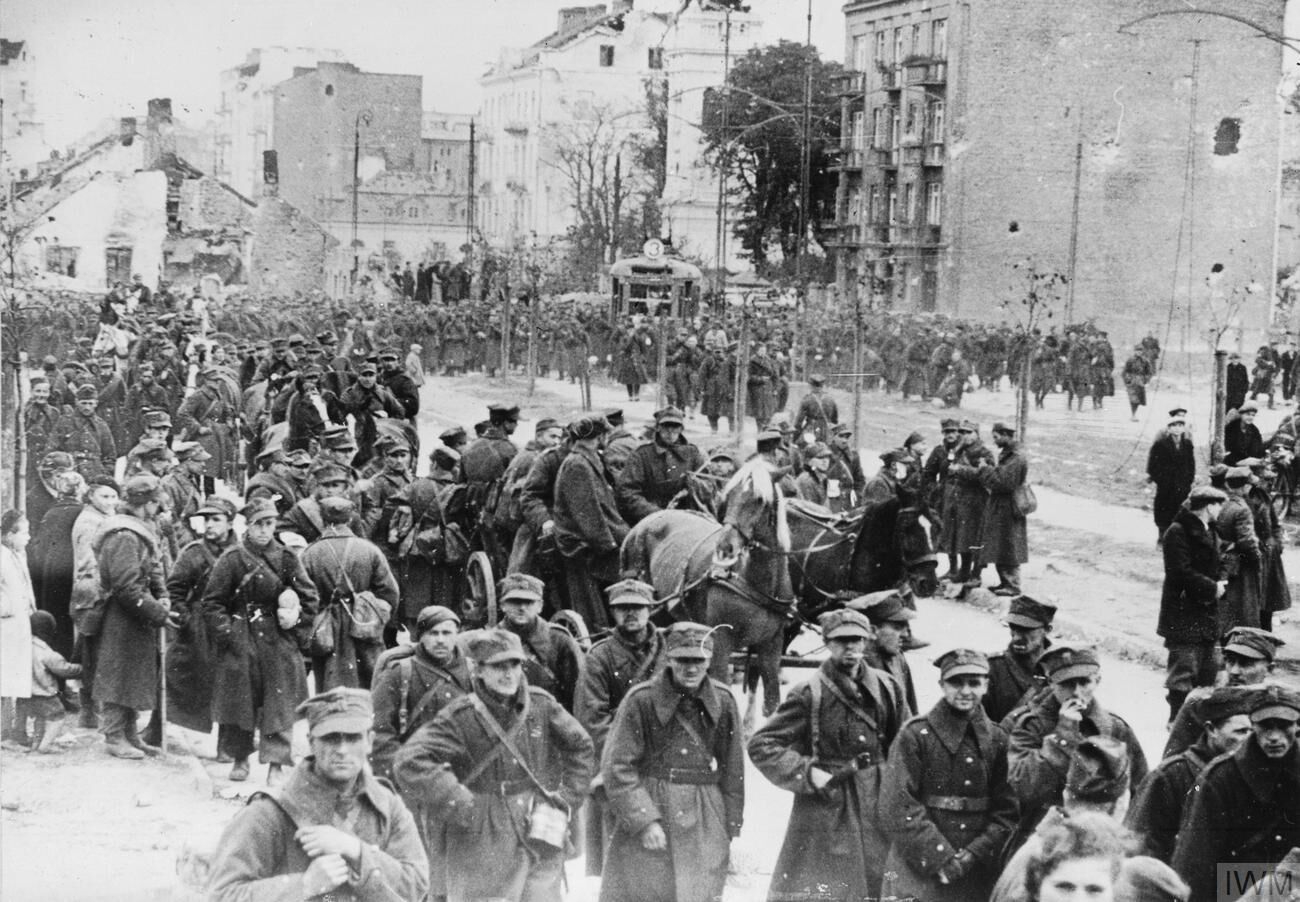
Wymarsz polskich żołnierzy do niewoli ulicą Puławską, 30 września 1939

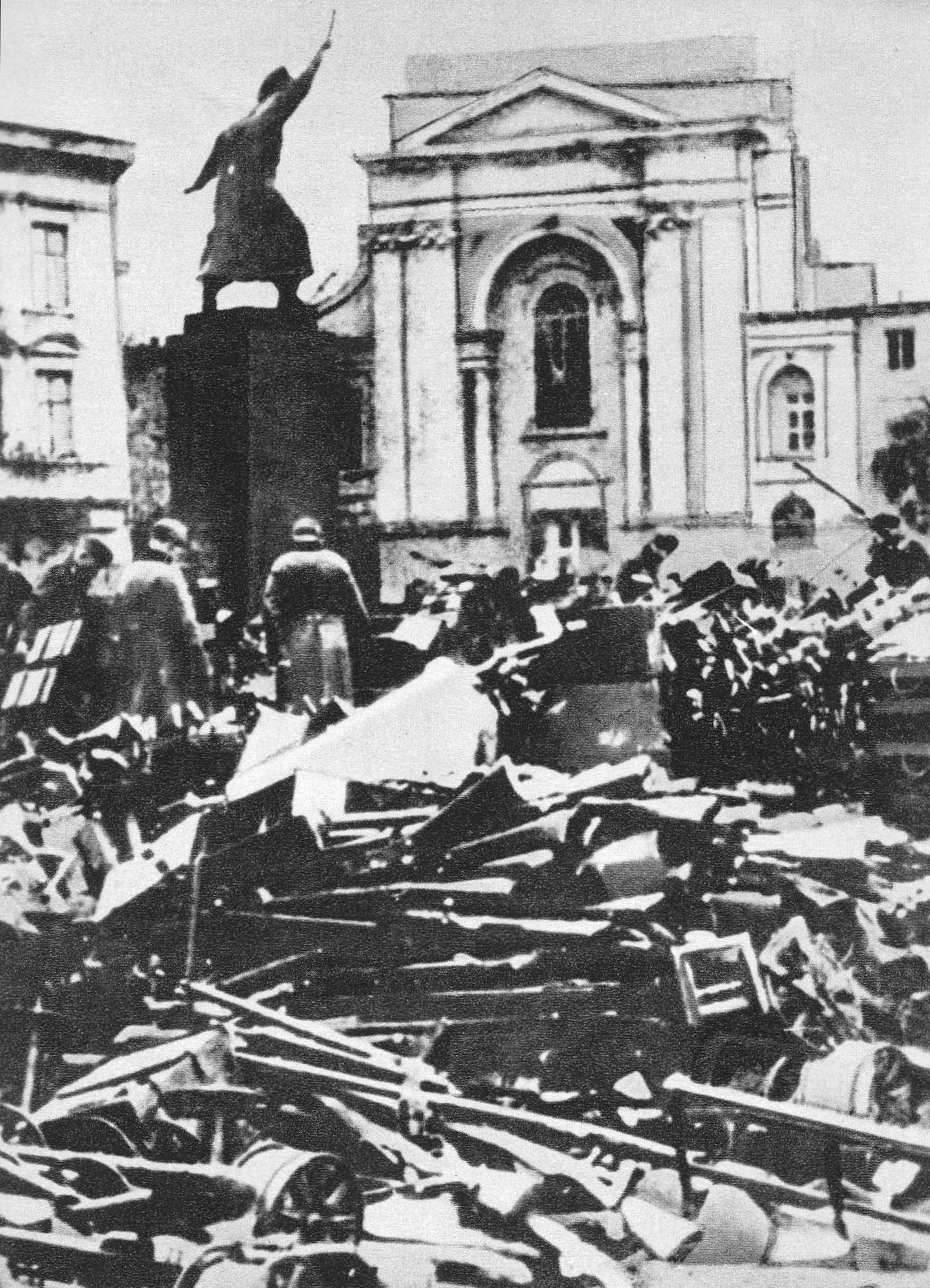
Broń złożona na pl. Krasińskich przez kapitulujących obrońców Warszawy

29 września po godzinie 20:00 rozpoczął się wymarsz polskich oddziałów z Warszawy. Główne siły polskiego garnizonu opuściły miasto w ośmiu kolumnach:
- kolumna A (gen. Franciszek Alter) – wyruszyła 29 września o 20:00, maszerując szosą na Babice.
- kolumna B (gen. Juliusz Zulauf) – wyruszyła 29 września o 20:00, maszerując od mostu Kierbedzia ulicami Senatorską, Elektoralną, Chłodną i Wolską.
- kolumna C – wyruszyła 29 września o 20:00, maszerując od mostu Poniatowskiego przez al. 3 Maja, Al. Jerozolimskie i ul. Grójecką.
- kolumna D – wyruszyła 30 września o 20:00, przekraczając przecięcie ul. Górczewskiej z torami kolei obwodowej, by następnie pomaszerować szosą na Babice.
- kolumna E (gen. Zdzisław Przyjałkowski) – maszerowała Al. Jerozolimskimi, a następnie ulicami Żelazną, Chłodną i Wolską.
- kolumna F (żołnierze opóźnieni) – zebrała się na ul. Wolskiej, przy skrzyżowaniu z torami kolei obwodowej, po czym pomaszerowała w ślad za kolumną B.
- kolumna G – wyruszyła 30 września o 7:00. Jej pierwszy człon zebrał się na przecięciu ul. Puławskiej z liniami niemieckimi, drugi maszerował przez most Poniatowskiego, Al. Jerozolimskie, ul. Marszałkowską i ul. Puławską.
- kolumna H (żołnierze opóźnieni lub pochodzący z Kresów Wschodnich) – zebrała się na ul. Puławskiej.

Osobno, 30 września o 14:00, przy skrzyżowaniu ulic Marszałkowskiej i Świętokrzyskiej, zebrała się kolumna sztabowa Armii „Warszawa”. Tego samego wieczora osobną kolumną, z Łazienek Królewskich w kierunku Woli, wymaszerowała Zbiorcza Brygada Kawalerii pod dowództwem gen. Romana Abrahama.
1 października na placu przed budynkiem dyrekcji fabryki Škody oficerowie sztabu Armii „Warszawa” i Dowództwa Obrony Warszawy zostali uroczyście przyjęci przez gen. Blaskowitza i jego sztab. Dowódca 8 Armii pogratulował Polakom dobrze spełnionego obowiązku wobec ojczyzny, podziękował za ścisłe wypełnienie umowy kapitulacyjnej i podkreślił zdyscyplinowanie polskich żołnierzy. Następnie przemówił gen. Rómmel, który akcentując żołnierskie zachowanie przeciwnika, wskazał, że „Wojna trwa dalej! A losy jej są zmienne”. Po tej ceremonii polskich oficerów wywieziono do oflagu IV A Hohnstein w Saksonii.
Opuszczających miasto żołnierzy żegnały szpalery mieszkańców. Ostatni obrońcy wymaszerowali z Warszawy 2 października.

## Wkroczenie Niemców do Warszawy

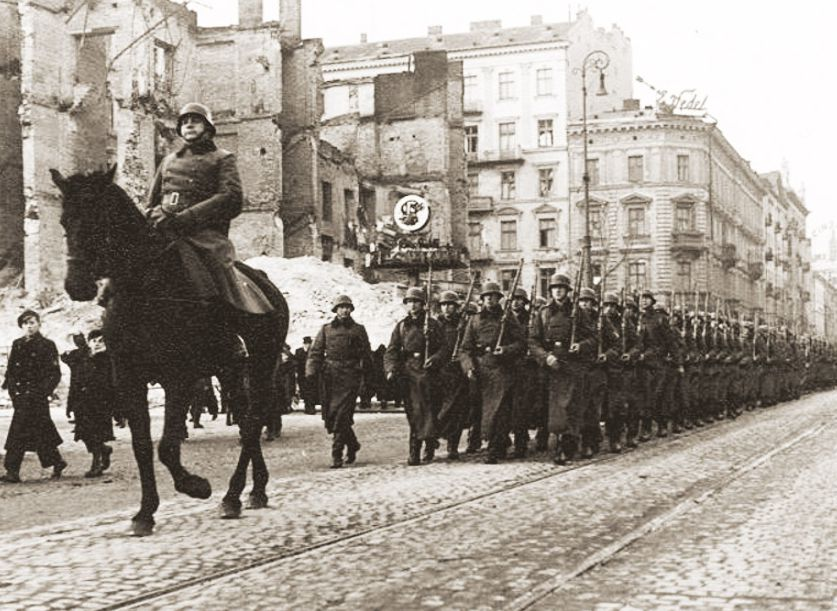
Wkraczające do Warszawy oddziały Wehrmachtu na ulicy Marszałkowskiej, 1 października 1939

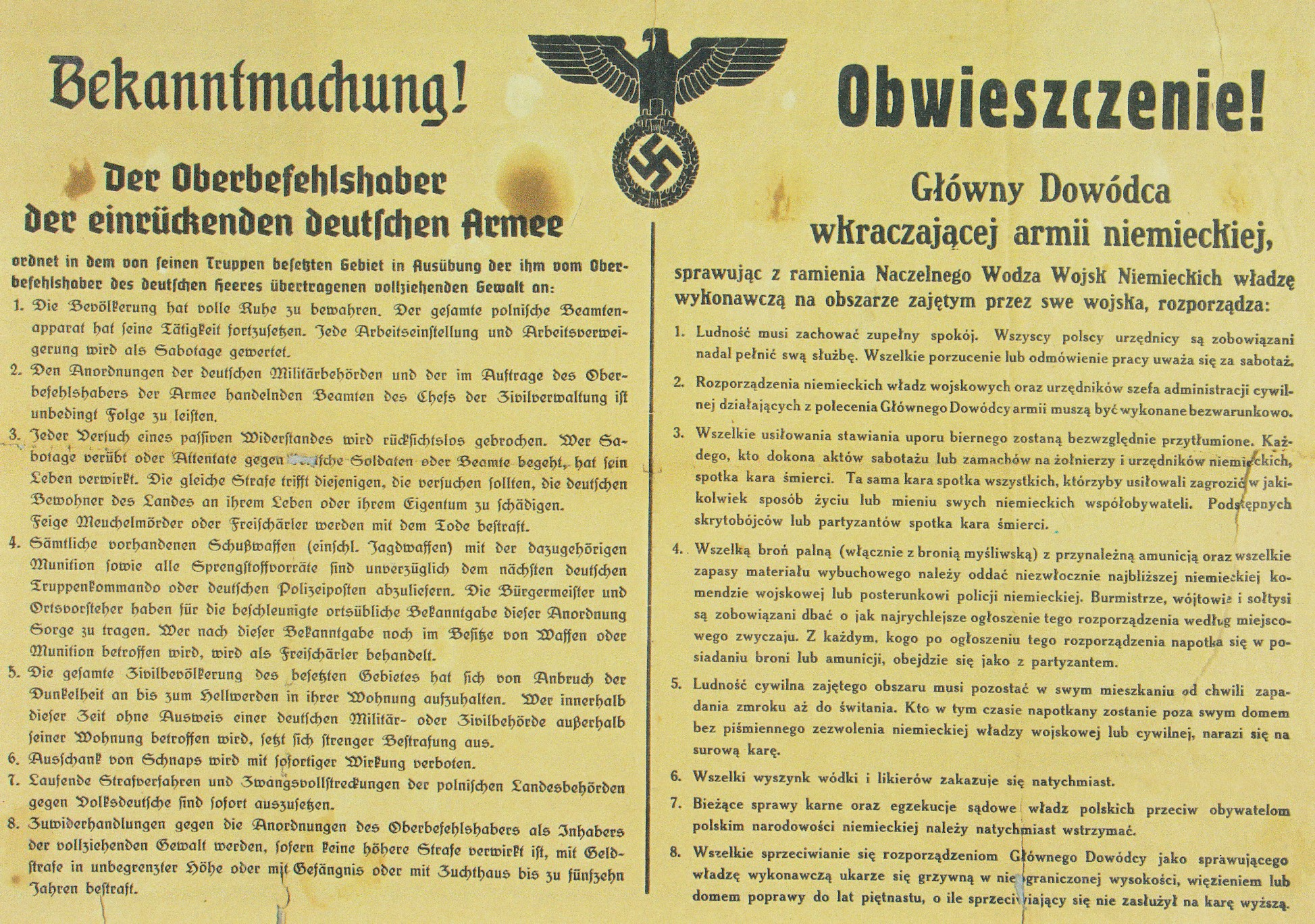
Rozporządzenie gen. Johannesa Blaskowitza, głównodowodzącego wojsk niemieckich wkraczających do Warszawy

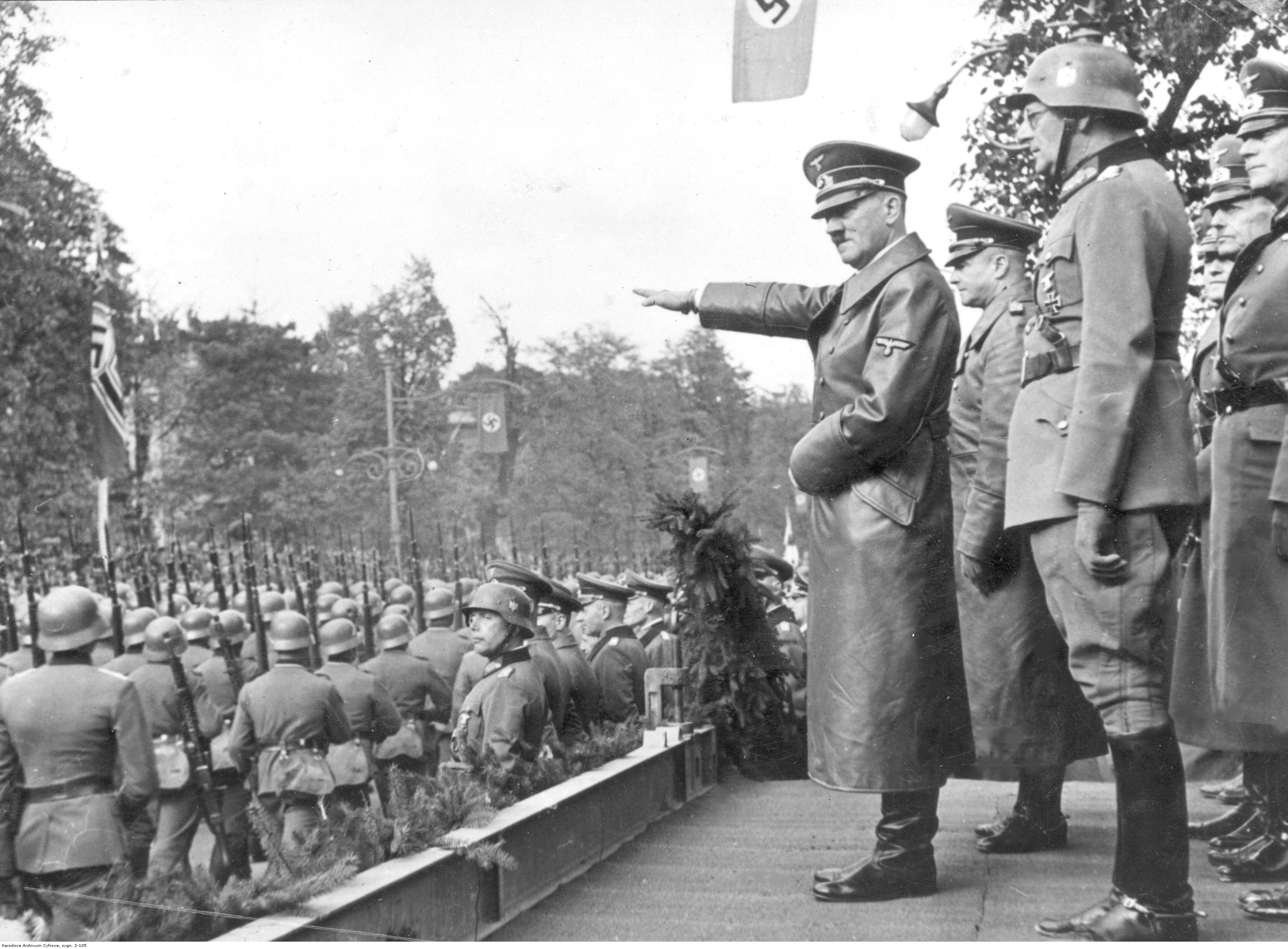
Adolf Hitler odbierający paradę zwycięstwa Wehrmachtu w Alejach Ujazdowskich, 5 października 1939

Po południu 29 września do Warszawy wkroczyły pierwsze oddziały niemieckie. Na początku obsadziły Czerniaków i Powiśle. Następnie posunęły się na zachód, ku Al. Ujazdowskim, ul. Marszałkowskiej i ulicom Ochoty. Tego dnia samotny opór wkraczającym Niemcom miał stawić żołnierz Robotniczej Brygady Obrony Warszawy, Lewiński. 30 września Wehrmacht zaczął obsadzać tereny na północ od linii al. 3 Maja – Al. Jerozolimskie.
30 września Polskie Radio nadało w językach polskim, angielskim i francuskim ostatni komunikat z Warszawy. Miał on następującą treść:

Hallo, hallo, czy nas słyszycie? To nasz ostatni komunikat. Dziś oddziały niemieckie wkroczyły do Warszawy. Braterskie pozdrowienia przesyłamy żołnierzom walczącym na Helu i wszystkim walczącym, gdziekolwiek się jeszcze znajdują. Jeszcze Polska nie zginęła. Niech żyje Polska!

Tego samego dnia na murach rozwieszono niemieckie obwieszczenie, które wzywało ludność do powrotu do normalnych zajęć, zakazywało poruszania się po mieście w czasie godziny policyjnej oraz groziło, że wszelkie próby biernego oporu zostaną bezwzględnie stłumione. Zapowiedziano jednocześnie, że akty sabotażu oraz zamachy na niemieckich urzędników i żołnierzy będą karane śmiercią.
Do 1 października Niemcy zajęli całe miasto. Tego dnia o godzinie 15:00 zaciągnęli wartę główną przy komendzie miasta. Wojskowym komendantem Warszawy został mianowany dowódca 10 DP gen. Conrad von Cochenhausen, podczas gdy stanowisko szefa zarządu cywilnego objął Harry von Craushaar. Łącznikiem pomiędzy prezydentem Starzyńskim a generałem von Cochenhausenem został Stanisław Lorentz.
Po wkroczeniu do Warszawy żołnierze i oficerowie Wehrmachtu dopuścili się licznych rabunków. Dochodziło nawet do sytuacji, w których pijani żołnierze wzajemnie się ostrzeliwali.
1 października do Warszawy wkroczyli funkcjonariusze Einsatzgruppe IV, którymi dowodził SS-Brigadeführer Lothar Beutel. Następnego dnia w mieście rozpoczęły się masowe aresztowania. Trwały kilka dni i objęły w szczególności przedstawicieli inteligencji. Tylko 8 października zatrzymano 354 nauczycieli i duchownych katolickich. W tych dniach aresztowano również wielu działaczy społecznych oraz przedstawicieli rzemiosła, kupiectwa i wolnych zawodów. Więźniowie byli traktowani jako zakładnicy. Większość po kilku dniach zwolniono, część została jednak wywieziona do obozów koncentracyjnych.
5 października Niemcy zorganizowali w Warszawie defiladę zwycięstwa, w której wziął udział Adolf Hitler. Na czas pobytu w mieście wodza III Rzeszy, dwunastu wybranych przed kapitulacją zakładników zostało zamkniętych pod strażą w gmachu ratusza. Na kilka godzin wstrzymano także ruch uliczny w Śródmieściu, a mieszkańców domów, które znajdowały się na trasie przemarszu niemieckich oddziałów, zamknięto pod strażą lub czasowo usunięto z mieszkań.

## Odniesienia w kulturze
Kapitulację Warszawy we wrześniu 1939 roku, w tym proces podejmowania decyzji o złożeniu broni, niedoszły zamach na gen. Rómmla i wkroczenie wojsk niemieckich do miasta, ukazano w polskim filmie biograficznym ...Gdziekolwiek jesteś panie prezydencie... z 1978 roku (reż. Andrzej Trzos-Rastawiecki).